# Gornji grad (grad)
Grad  Gornji grad (nemško Oberburg) je stal na hribu Gradišče ob Dreti, vzhodno od naselja Gornji Grad v Zgornji Savinjski dolini v občini Mozirje. Njegovih ostankov pa ni več moč zaslediti.

## Zgodovina
Grad se prvič omenja brez imena kot castrum, alod pa kot allodium suum Obbremburch. Pozneje se grad omenja le še kot Obernburg, torej Gornji grad. Gornji grad z ozirom na starejši grad Vrbovec – Altenburg, ki je prav tako stal na območju gospoščine. V srednjeveških virih se grad označuje še kot castrum Obernburg (1268) haws Obernbuch (1334), vest Obernburch (1349) in nato spet castrum Oberburg (1369).
Gornji grad se izrecno prvič omenja leta 1140 v listini oglejskega patriarha oziroma potrdilni listini kralja Konrada III., v kateri patriarh naznanja, da sta mu svobodni gospod Diepold iz Chagra in žena Trauta prepustila grad, vso posest in ministeriale v gospostvu. To gospostvo je obsegalo tudi kasnejša gospostva Mozirje in Vrbovec, ki sta kasneje ostala fevd oglejske patriarhije. Drugi del chagerske posesti, ki ga patriarh leta 1140 ni prejel, je postal osnova tamkajšnjemu benediktinskemu samostanu, ki sta ga donatorja obnovila skupaj s patriarhom. Diepold se je v bavarskih virih že omenjal okoli leta 1120, oba Chagra sta se po letu 1140 vrnila na Bavarsko.
Leta 1243 je patriarh Bertold v neki svoji listini, izdani v gornjegrajskem samostanu, govoril o castrum antiqum Obberemburch. Oglejski patriarhi so na gradu naselili ministeriale in uradnike ter na njem bivali ob vizitacijah. Od začetka 14. stoletja dalje so Gornji grad, pripadajoče gospostvo in deželno sodišče dobili v fevd bivši ministeriali, vitezi iz Vrbovca. V letih 1349 in 1350 so Vrbovški bratranci Eberhard, Friderik in Viljem prodali svoje tretjine grofu Frideriku Celjskemu. Vsakokratni novi oglejski patriarh je moral Celjskim potrditi Gornji grad in Vrbovec. Zadnja patriarhova potrditev je bila leta 1425. V naslednjih desetletjih so Celjski grad in gospostvo alodirali. Celjski so menda obdržali Gornji grad do izumrtja, leta 1456. Po tem je skupaj z odvetništvom postal deželnoknežji. Kdaj in kako je utrdba opustela, viri ne poročajo.